# Lawe Tawakh
Lawe Tawakh is een bestuurslaag in het regentschap Aceh Tenggara van de provincie Atjeh, Indonesië. Lawe Tawakh telt 376 inwoners (volkstelling 2010).